# A Ranch Romance
A Ranch Romance è un cortometraggio muto del 1914. Il nome del regista non viene riportato nei credit del film.

## Trama
La bella Kate Preston viene rapita da Raphael Praz.

## Produzione
Il film fu prodotto dalla Nestor Film Company.

## Distribuzione
Distribuito dall'Universal Film Manufacturing Company, il film - un cortometraggio di due bobine - uscì nelle sale cinematografiche USA l'8 luglio 1914. Non si conoscono copie ancora esistenti della pellicola.